# Julia de fenore
Julia de fenore, o Julia de pecuniis mutuis o Julia de pecuniis creditis, va ser una llei de l'antiga Roma datada l'any 47 aC proposada per Juli Cèsar, que tenia per objecte establir un procediment d'acord entre deutor i creditor perquè el creditor no en sortís molt perjudicat. Es permetia als deutors donar les seves possessions en pagament del deute als seus creditors; les possessions del deutor havien de ser valorades segons el seu preu d'abans de la guerra civil, i entregades al creditor per aquest valor; els interessos pagats es deduïen del capital el que feia que el creditor perdés una quarta part del deute, però podia cobrar la resta, que normalment es perdia en situacions de guerra civil. La llei va caure en desús fins que la va restablir Justinià I.